# Manuel Pertegaz Ibáñez
Manuel Pertegaz Ibáñez, född 18 maj 1918 i Olba, död 30 augusti 2014 i Barcelona, känd som Manuel Pertegaz eller endast Pertegaz, var en spansk modedesigner. Han var så högt ansedd att han tillfrågades att efterträda Christian Dior 1957 som chefsdesigner för Dior, men valde att stanna i Spanien där han under 1960-talet ansågs som landets främste modeskapare.

## Karriär

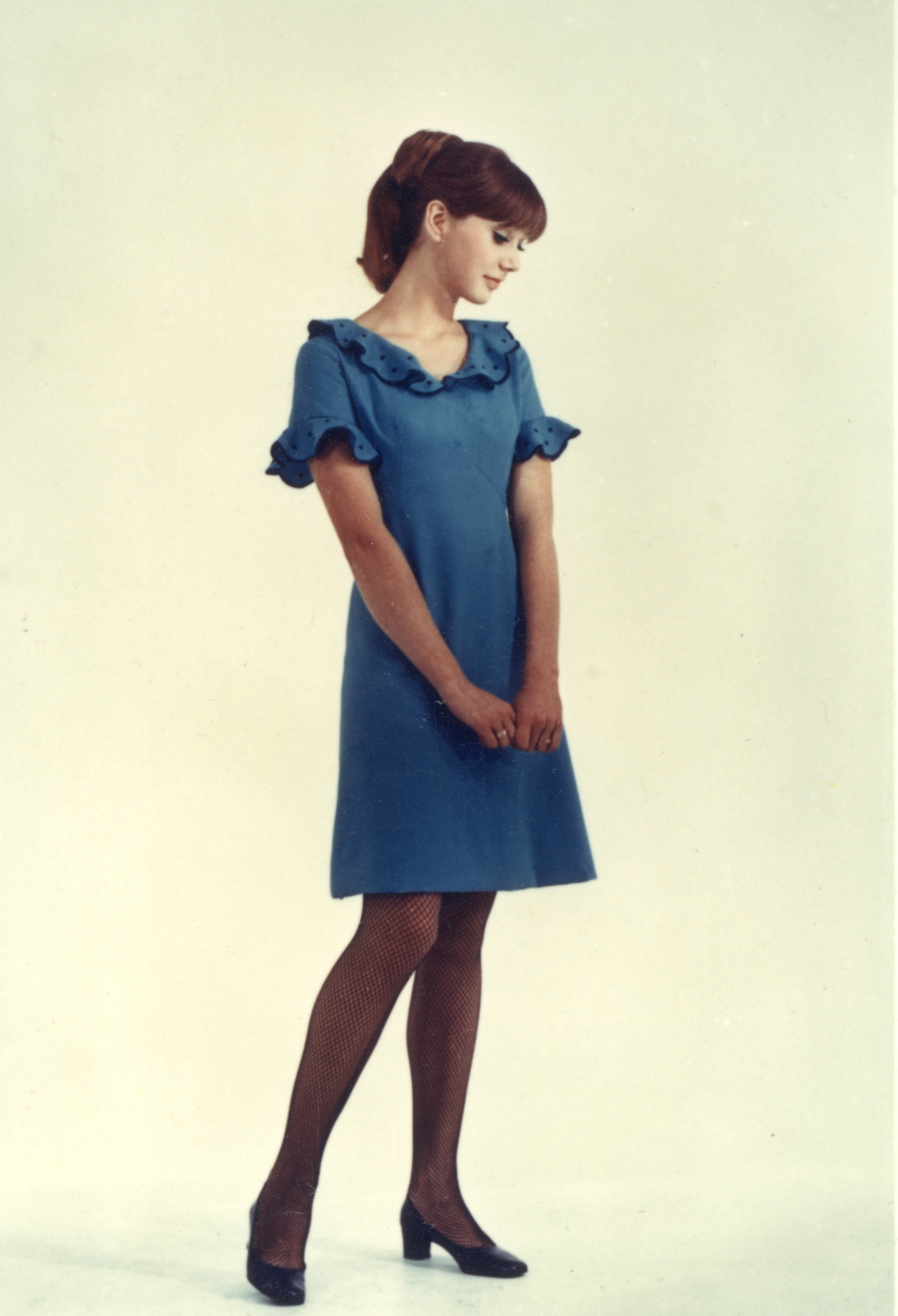
Pertegaz’ design för kabinpersonal vid Iberia, 1968

Pertegaz föddes i Olba, Teruel. Vid tio års ålder flyttade han med familjen till Barcelona och vid 13 års ålder lämnade han skolan för att börja arbeta i ett skrädderi (1930). Kort därefter började han arbeta för skrädderigruppen Angulo. När Angulo lanserade en linje med kvinnokläder upptäckte Pertegaz att det var där hans talang låg. Hans gjorde snabbt karriär och vid bara 25 års ålder öppnade han sitt första modehus med haute couture (1942). Bland hans första kunder var general Francos fru Carmen och deras dotter María del Carmen. 1948 öppnade han sin första modebutik i Madrid, och reste till Paris.
Han började bli internationellt känd när han 1953 reste till USA tillsammans med bland annat Valentino, Pierre Cardin, Pierre Balmain och systrarna Fontana. Han presenterade sin kollektion i  New York, Boston, Atlanta och Philadelphia. Han erhöll en "Oscar" i modedesign vid Harvard University. Han blev populär hos de amerikanska köparna.
1957, efter Christian Diors plötsliga död, föreslogs Pertegaz bli hans efterträdare, men valde att hellre bli kvar i Spanien än att ta rollen som chefsdesigner för Dior.
Vid 1960-talet hade Pertegaz en personalstyrka av 700 personer som arbetade i skrädderier i Madrid och Barcelona, och ansågs vara en av de främsta modeskaparna i Spanien. 1968 designade han uniformerna till kabinpersonalen vid Iberia.
Kända klienter var Ava Gardner, Jackie Kennedy och Audrey Hepburn. 2004 designade Pertegaz bröllopsklänningen till Letizia Ortiz inför hennes giftermål med den framtida kungen Felipe VI av Spanien.

## Död
Pertegaz avled i Barcelona den 30 augusti 2014. José Ignacio Wert, Spaniens kultur- och utbildningsminister, som gjorde tillkännagivandet, gav sitt erkännande av Pertegaz minne och förklarade att hans namn var synonymt med elegans.